# Георгије (зограф)
Георгије (XVIII век) био је српски иконописац.

## Дело
Георгије је у првој половини 1737. са Андријом и Филипом Андрејевићем и њиховим помоћницима Недељком Поповићем и Николом Јанковићем, сликао фреске манастира Враћевшница.